# Коэн-Варвар
Коэн-Варвар (англ. Cohen the Barbarian) — персонаж книг серии по Плоскому миру Терри Пратчетта.
Настоящее имя Коэна-Варвара — Чингиз Коэн. Самый известный на Плоском Мире герой, ставший легендой уже при жизни. Несмотря на почтенный возраст не только не прекращает совершать подвиги, но и ухитряется стать Повелителем Агатовой империи.

## Описание персонажа
Коэн родился в одном из варварских племен, которые кочуют по ледяным равнинам, раскинувшимся по другую сторону Пупа от Круглого моря. Когда ему исполнилось одиннадцать лет, отец выгнал его из племени и с тех пор он живёт своим умом. В течение всей своей продолжительной жизни, Коэн был героем и занимался обычными геройскими деяниями, а именно — поиском сокровищ, ограблением развалин древних храмов, спасением девственниц от рук сумасшедших жрецов и общим разрушением планов злобных властелинов.
Когда мы впервые встречаем Коэна в книгах, он уже довольно стар. Коэн невысокий, очень худой и лысый старик. Его точный возраст никому не известен. Сам Коэн говорит, что ему между 90 и 95 годами. У него седая борода до колен, тоненькие ножки с варикозными венами и жилистое, мускулистое тело, покрытое шрамами. Во время своих приключений Коэн потерял один глаз и теперь он закрывает пустую глазницу чёрной повязкой. Примерно в это же время он потерял и все свои зубы, но обзавелся вставной челюстью, сделанной из зуба тролля, которые, как всем известно, представляют собой алмазы. Он ездит верхом на такой же, как и он сам тощей и жилистой лошади, к седлу которой приторочен резиновый круг. Резиновый круг спасает его от геморроя, но Коэн страдает также от прострела, артрита, радикулита и несварения желудка.
Более молодые соперники зачастую недооценивают Коэна, наивно полагая, что какой-то там старикашка вряд ли окажется серьёзной проблемой. Однако, довольно скоро перед ними открывается простая истина — варвар-герой, доживший до глубокой старости, должен быть действительно очень и очень хорош в своем деле.
Как и всякий варвар, Коэн, довольно прямолинейно смотрит на мир, он верит, что обычно люди действительно имеют в виду то, о чём говорят. Например, если захваченный пленник заявляет, что он скорее умрет, чем предаст своего господина, то с ним и возиться не стоит, а надо быстренько умертвить. Этот подход привел к гибели нескольких стражников и придворных при захвате Агатовой Империи, которые не сразу осознали свои опасные заблуждения. Тем не менее, за свою долгую жизнь он приобрел довольно философское отношение к жизни, подкрепленное природным здравым смыслом. Так, на вопрос, что по его мнению является величайшими жизненными благами, он ответил: «горячее водоснабжение, хорошие дантисты и мягкая туалетная бумага».
Коэн умеет читать, правда не слишком сложные тексты, но писать он так и не научился, поэтому вместо подписи ставит крестик. Тем не менее, он считается автором руководства «Всиго за 7 Дней Я Зделаю Тибя Гироем-Варваром!». Существуют неоспоримые свидетельства, что в публикации сего труда принимал непосредственное участие С. Р. Б. Н. Достабль.
В книге «Интересные времена» Коэн решает наконец-то выйти в отставку. Чтобы обеспечить себе спокойную старость, он объединил группу своих товарищей, таких же престарелых героев-варваров, в «Серебряную орду» и захватил трон Агатовой Империи. (Возможная пародия на Конана-Варвара, ставшего королём Аквилона, и Золотую Орду Чингисхана и завоевание им Поднебесной Империи — Китая). Став императором, Коэн некоторое время довольно успешно правил, но беззаботная жизнь и приближающийся конец жизни стали действовать ему на нервы. Как настоящий герой, Коэн не мог мириться с тем, что дни его сочтены и решил устроить напоследок подвиг, который никто не сможет ни повторить, ни превзойти. Вместе с «Серебряной Ордой» он задумал вернуть богам Дунманифестина то, что было украдено у них самым первым вором в истории Диска — огонь. Разумеется, задуманное им возвращение огня должно было сопровождаться грохотом и разрушением жилища богов, а заодно и самого мира, но в этом и была вся привлекательность их плана — уходить, так с музыкой и кто-то должен ответить за то, что героям позволили стареть и умирать.
Но сопровождающий Орду в их последнем приключении бард, вместе свалившимися с Луны Ринсвиндом и Моркоу объяснили Коэну, что если мир погибнет, то некому будет помнить их подвиги и некому будет слушать песни, сложенные в их честь. Поэтому Коэн в последнюю минуту отказывается от своего плана.
Герои прыгают в пропасть, вместе с бочонком пороха, который они готовили в подарок богам. Трудно сказать, что произошло с ними потом. Их тела так и не были найдены, а Валькирии, которые явились за ними, чтобы унести их в Вальгаллу, жаловались, что банда стариканов угнала у них лошадей. С тех пор о Коэне ничего больше не было слышно. Но кто знает…
Про семейную жизнь Коэна известно мало. На какое-то время он связал свою жизнь с Бетан — спасенной им от друидов молодой девушкой. Продолжалось это, однако, не слишком долго. Известно, что у Коэна есть дети — в книге «Последний герой» говорится, что у него их примерно дюжина. В книге «Посох и шляпа» одной из главных действующих лиц является его дочь Канина.

## Коэн-варвар является персонажем

### в книгах
- «Цвет волшебства» — первое упоминание, эпизодический персонаж
- «Безумная звезда» — эпизодический персонаж
- «Интересные времена» — главный персонаж
- «Последний герой» — главный персонаж. Изображение Коэна-Варвара — рисунок Пола Кидби (англ. Paul Kidby) — помещено на обложку английского и русского изданий.
- «Мост троллей» — главный персонаж
- «Посох и шляпа» — эпизодический персонаж

### в фильмах
- В телевизионной экранизации «Цвет волшебства» роль Коэн-Варвара исполнял актёр Дэвид Брэдли[4][5].

## Прочее
- Компания Micro Art Studio выпустила сувенирную металлическую фигурку Коэна-Варвара, основанную на изображении Пола Кидби[6]
- На открытии улиц Treacle Mine Road и Peach Pie Street в городе в Винкантон (графство Сомерсет) присутствовали актеры в образах Коэна-варвара и его головорезов[7].